# Singoli al numero uno nella Billboard Streaming Songs nel 2023
Di seguito è proposta la lista dei singoli al numero uno nella Billboard Streaming Songs nel 2023.
La classifica delle Streaming Songs è redatta settimanalmente da Billboard e indica le canzoni più ascoltate nelle radio online, in on-demand e video sui più importanti servizi di streaming musicale statunitensi. I dati sono raccolti dalla Nielsen Broadcast Data Systems.

## Streaming Songs
| † | Indica la canzone con le migliori prestazioni del 2023 |

| Data         | Brano                             | Artista                          | Streaming (in milioni) | Totale settimane al numero uno | Fonti  |
| ------------ | --------------------------------- | -------------------------------- | ---------------------- | ------------------------------ | ------ |
| 7 gennaio    | Rockin' Around the Christmas Tree | Brenda Lee                       | 46,8                   | 6                              | [ 5 ]  |
| 14 gennaio   | Kill Bill                         | SZA                              | —                      | 4                              | [ 6 ]  |
| 21 gennaio   | Kill Bill                         | SZA                              | 31,1                   | 4                              | [ 7 ]  |
| 28 gennaio   | Flowers                           | Miley Cyrus                      | 52,6                   | 4                              | [ 8 ]  |
| 4 febbraio   | Flowers                           | Miley Cyrus                      | 59,8                   | 4                              | [ 9 ]  |
| 11 febbraio  | Flowers                           | Miley Cyrus                      | 48                     | 4                              | [ 10 ] |
| 18 febbraio  | Flowers                           | Miley Cyrus                      | 38,7                   | 4                              | [ 11 ] |
| 25 febbraio  | Kill Bill                         | SZA                              | 32,9                   | 4                              | [ 12 ] |
| 4 marzo      | Boy's a Liar Pt. 2                | PinkPantheress & Ice Spice       | 33,7                   | 1                              | [ 13 ] |
| 11 marzo     | Die for You                       | The Weeknd & Ariana Grande       | 32,4                   | 1                              | [ 14 ] |
| 18 marzo     | Last Night †                      | Morgan Wallen                    | 47,5                   | 19                             | [ 15 ] |
| 25 marzo     | Last Night †                      | Morgan Wallen                    | 39,9                   | 19                             | [ 16 ] |
| 1 aprile     | Last Night †                      | Morgan Wallen                    | 35,9                   | 19                             | [ 17 ] |
| 8 aprile     | Last Night †                      | Morgan Wallen                    | 35,8                   | 19                             | [ 18 ] |
| 15 aprile    | Last Night †                      | Morgan Wallen                    | 35,1                   | 19                             | [ 19 ] |
| 22 aprile    | Search & Rescue                   | Drake                            | 33,8                   | 1                              | [ 20 ] |
| 29 aprile    | Last Night †                      | Morgan Wallen                    | 35,1                   | 19                             | [ 21 ] |
| 6 maggio     | Last Night †                      | Morgan Wallen                    | 33,7                   | 19                             | [ 22 ] |
| 13 maggio    | Ella Baila Sola                   | Eslabón Armado & Peso Pluma      | 34,6                   | 1                              | [ 23 ] |
| 20 maggio    | Last Night †                      | Morgan Wallen                    | 34,3                   | 19                             | [ 24 ] |
| 27 maggio    | Last Night †                      | Morgan Wallen                    | 33                     | 19                             | [ 25 ] |
| 3 giugno     | Last Night †                      | Morgan Wallen                    | 32,7                   | 19                             | [ 26 ] |
| 10 giugno    | Last Night †                      | Morgan Wallen                    | 32,8                   | 19                             | [ 27 ] |
| 17 giugno    | Last Night †                      | Morgan Wallen                    | 31                     | 19                             | [ 28 ] |
| 24 giugno    | Last Night †                      | Morgan Wallen                    | 29,6                   | 19                             | [ 29 ] |
| 1º luglio    | Last Night †                      | Morgan Wallen                    | 29,8                   | 19                             | [ 30 ] |
| 8 luglio     | Last Night †                      | Morgan Wallen                    | 29,6                   | 19                             | [ 31 ] |
| 15 luglio    | Vampire                           | Olivia Rodrigo                   | 35,5                   | 1                              | [ 32 ] |
| 22 luglio    | Last Night †                      | Morgan Wallen                    | 28,6                   | 19                             | [ 33 ] |
| 29 luglio    | FukUMean                          | Gunna                            | 27,4                   | 1                              | [ 34 ] |
| 5 agosto     | Last Night †                      | Morgan Wallen                    | —                      | 19                             | [ 35 ] |
| 12 agosto    | Meltdown                          | Travis Scott feat. Drake         | 32,2                   | 1                              | [ 36 ] |
| 19 agosto    | Last Night †                      | Morgan Wallen                    | 26,3                   | 19                             | [ 37 ] |
| 26 agosto    | Last Night †                      | Morgan Wallen                    | —                      | 19                             | [ 38 ] |
| 2 settembre  | Rich Men North of Richmond        | Oliver Anthony Music             | 22,9                   | 1                              | [ 39 ] |
| 9 settembre  | I Remember Everything             | Zach Bryan feat. Kacey Musgraves | 33,7                   | 4                              | [ 40 ] |
| 16 settembre | I Remember Everything             | Zach Bryan feat. Kacey Musgraves | 31,7                   | 4                              | [ 41 ] |
| 23 settembre | I Remember Everything             | Zach Bryan feat. Kacey Musgraves | 30,1                   | 4                              | [ 42 ] |
| 30 settembre | Slime You Out                     | Drake feat. SZA                  | 32,6                   | 1                              | [ 43 ] |
| 7 ottobre    | Paint the Town Red                | Doja Cat                         | 27,5                   | 1                              | [ 44 ] |
| 14 ottobre   | I Remember Everything             | Zach Bryan feat. Kacey Musgraves | 25,2                   | 4                              | [ 45 ] |
| 21 ottobre   | First Person Shooter              | Drake feat. J. Cole              | 42,2                   | 1                              | [ 46 ] |
| 28 ottobre   | IDGAF                             | Drake feat. Yeat                 | 26                     | 1                              | [ 47 ] |
| 4 novembre   | Cruel Summer                      | Taylor Swift                     | 21,3                   | 1                              | [ 48 ] |
| 11 novembre  | Is It Over Now?                   | Taylor Swift                     | 36                     | 2                              | [ 49 ] |
| 18 novembre  | Is It Over Now?                   | Taylor Swift                     | 21,1                   | 2                              | [ 50 ] |
| 25 novembre  | Lovin on Me                       | Jack Harlow                      | 22,2                   | 5                              | [ 51 ] |
| 2 dicembre   | Lovin on Me                       | Jack Harlow                      | 23,6                   | 5                              | [ 52 ] |
| 9 dicembre   | Rockin' Around the Christmas Tree | Brenda Lee                       | 34,9                   | 6                              | [ 53 ] |
| 16 dicembre  | Rockin' Around the Christmas Tree | Brenda Lee                       | 41,3                   | 6                              | [ 54 ] |
| 23 dicembre  | Rockin' Around the Christmas Tree | Brenda Lee                       | 42,4                   | 6                              | [ 55 ] |
| 30 dicembre  | Rockin' Around the Christmas Tree | Brenda Lee                       | 49,4                   | 6                              | [ 56 ] |

Note:
1. 1 2  Ha raggiunto il numero uno anche nel 2024.
2. 1 2  Ha raggiunto il numero uno anche nel 2023.
3. ↑  Ha raggiunto il numero uno anche nel 2024.